# الأكاديمية الألمانية للعلوم في برلين
الأكاديمية الألمانية للعلوم في برلين (بالإنجليزية: German Academy of Sciences at Berlin)‏  هي معهد بحوث، وأنواع المؤسسات التعليمية، وأكاديمية علوم، تأسست في 1945، في ألمانيا الشرقية.